# William de Heytesbury
William de Heytesbury, também conhecido como Gugliemus Hentisberus ou Tisberus, (a. 1313 - 1372 / 1373), filósofo e lógico, é melhor conhecido como um dos Oxford Calculators do Merton College, onde ele era um colega de 1330.
Em seu trabalho ele aplicar técnicas lógicas para os problemas da divisibilidade, da continuidade e cinemática.
Seu trabalho hercúleo foi o Regulae solvendi sophismata  ( "Regras para Solucionar sofismas"), escrito cerca de 1335.
Ele foi Chanceler da Universidade de Oxford de 1371 até 1372.

## Obras
- 1335 - Regulae solvendi sophismata (Rules for Solving Sophisms)
  - 1. On insoluble sentences
  - 2. On knowing and doubting
  - 3. On relative terms
  - 4. On beginning and ceasing
  - 5. On maxima and minima
  - 6. On the three categories
- 1483 - De probationibus conclusionum tractatus regularum solvendi sophismata -, Pavia 1483
- De tribus praedicamentis
- De probationibus conclusionum tractatus regularum solvendi sophismata (On the Proofs of Conclusions from the Treatise of Rules for Resolving Syllogisms)
- Liber Calculationum